# Manette

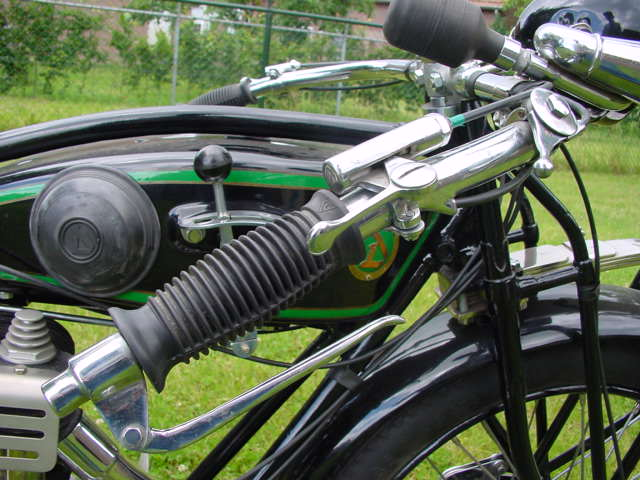
Manettes op het stuur van een D-Rad R4 uit 1925

Een manette is een bedieningsheveltje op een auto of motorfiets.
Via manettes werd vroeger gas gegeven en ze werden ook vaak gebruikt om onder andere de voorontsteking te regelen. Bij voertuigen met een choke komen ook nog manettes voor.
Manettes werkten in het begin via een stangenstelsel, maar later bedienden ze een bowdenkabel.